# Le père de mes enfants
Le père de mes enfants (El padre de mis hijos) es una película francesa del género drama de 2009, dirigida por Mia Hansen-Løve. Ganó el Premio Especial del Jurado en la sección de Un Certain Regard en el Festival de Cannes 2009.

## Sinopsis
Grégoire Canvel lo tiene todo. Una mujer a la que quiere, tres maravillosos hijos y una profesión que lo apasiona y a la que dedica casi todo su tiempo y su energía, es productor de cine. Grégoire no para nunca, salvo los fines de semana que comparte con su familia en el campo momentos tan valiosos como frágiles. Grégoire causa la admiración de todos, pero la realidad es que su productora no anda bien y él quiere seguir hasta las últimas consecuencias. Un buen día, no tiene más remedio que afrontar la realidad, afrontar el fracaso; acompañado de un enorme hastío que poco a poco degenera en desesperación.

## Reparto
- Louis-Do de Lencquesaing como Grégoire.
- Chiara Casselli como Sylvia.
- Alice de Lencquesaing como Clémence.
- Alice Gautier como Valentine.
- Manelle Driss como Billie.
- Eric Elmosnino como Serge.
- Sandrine Dumas como Valérie.